# Beatrix Potter

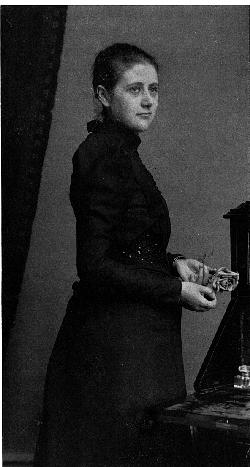
Beatrix Potter

Beatrix Potter, o Helen Beatrix Potter (Londres, 28 de juliol de 1866-Sawrey, Lancashire, 22 de desembre de 1943), va ser una escriptora i il·lustradora anglesa de literatura infantil i una botànica significativa. El seu personatge més famós és en Pere Conillet (Peter Rabbit).

## Biografia
Helen Beatrix Potter va néixer al districte de South Kensington, a Londres, el 28 de juliol de 1866. El seu pare, Rupert Potter, era advocat, tot i que passava la major part del seu temps en clubs de cavallers, sense exercir la professió. La seva mare es dedicava a fer i rebre visites. Ambdós progenitors eren bons entenedors d'art i vivien de les herències de les seves respectives famílies. Beatrix i el seu germà Bertam van ser educats per mainaderes i institutrius i amb molt poques oportunitats de relacionar-se amb altres nens. Quan Bertam va ser enviat a un internat, ella encara es quedà més sola.
De més gran, es va haver d'encarregar de la llar, sense poder estudiar ni dedicar prou de temps al seu desenvolupament intel·lectual. Un oncle va intentar que ingressés com a estudiant als Reials Jardins Botànics de Kew, però va ser rebutjada pel fet de ser dona.
Però aquestes dificultats no van ser una barrera a la seva curiositat innata pel seu entorn. La base per als seus projectes i històries van ser els petits animals i mascotes que introduïa furtivament a casa seva o que podia observar durant les vacances familiars a Escòcia. Potter va ser una de primeres persones a suggerir que els líquens eren una relació simbiòtica entre els fongs i les algues, però el seu únic intent per publicar els seus estudis va topar amb noves dificultats. El seu oncle va haver de llegir l'estudi davant de la societat científica, ja que no s'hi admetien dones.
En el vessant literari, també va tenir dificultats. Quan la van animar a publicar el seu relat The Tale of Peter Rabbit, va haver de lluitar per trobar un editor fins que, per fi, van acceptar la seva publicació el 1902. El llibre i les obres que el van seguir van ser molt ben rebuts i ella va començar a obtenir ingressos propis per les seves vendes. Beatrix es va implicar sentimentalment amb el seu editor, Norman Warne, cosa que va mantenir en secret, ja que els seus pares eren contraris que es casés amb qualsevol que necessités treballar per viure. Warne va morir de leucèmia abans que poguessin prometre's, la qual cosa va engrandir la bretxa que existia entre Beatrix i els seus pares.
Al llarg de la seva carrera literària, va acabar publicant 23 llibres, que es van publicar en petit format, fàcils de fer servir i de ser llegits pels nens. Va deixar d'escriure al voltant de 1920 a causa de la seva mala visió, encara que la seva darrera obra, The Tale of Little Pig Robinson, es va publicar el 1930. Va dedicar els seus últims anys a una granja d'ovelles que va comprar a Lake District, (Anglaterra). Li agradava el paisatge i amb els beneficis de la venda dels seus llibres, juntament amb l'herència dels seus pares, va comprar grans extensions de terra, que després va acabar heretant el National Trust.
L'any 1913, Beatrix Potter es va casar amb el seu advocat, William Heelis, amb qui no va tenir fills. Va morir a Sawrey (Lancashire) el dia 22 de desembre de 1943 a l'edat de 77 anys.

## Llista d'obres de Beatrix Potter (títol original)
- The Tale of Peter Rabbit (1902)
- The Tale of Squirrel Nutkin (1903)
- The Tailor of Gloucester (1903)
- The Tale of Benjamin Bunny (1904)
- The Tale of Two Bad Mice (1904)
- The Tale of Mrs. Tiggy-Winkle (1905)
- The Tale of the Peu and the Patty-Pan (1905)
- The Tale of Mr. Jeremy Fisher (1906)
- The Story of A Fierce Bad Rabbit (1906)
- The Story of Miss Moppet (1906)
- The Tale of Tom Kitten (1907)
- The Tale of Jemima Puddle-Duck (1908)
- The Tale of Samuel Whiskers or, The Roly-Poly Pudding (1908)
- The Tale of the Flopsy Bunnies (1909)
- The Tale of Ginger and Pickles (1909)
- The Tale of Mrs. Tittlemouse (1910)
- The Tale of Timmy Tiptoes (1911)
- The Tale of Mr. Tod (1912)
- The Tale of Pigling Bland (1913)
- Appley Dapply's Nursery Rhymes (1917)
- The Tale of Johnny Town-Mouse (1918)
- Cecily Parsley's Nursery Rhymes (1922)
- The Tale of Little Pig Robinson (1930)

## Filmografia
| Any         | Pel·lícula / Serie                    | Direcció       |
| ----------- | ------------------------------------- | -------------- |
| 1992 - 1998 | The World of Peter Rabbit and Friends | Dianne Jackson |
| 2006        | Miss Potter                           | Chris Noonan   |
| 2018        | Peter Rabbit                          | Will Gluck     |